# Eristena postalbalis
Eristena postalbalis là một loài bướm đêm trong họ Crambidae.